# Пандемія грипу H1N1 (2009)

Мапа поширення грипу H1N1 та смертей від нього у 2009 році
підтверджені випадки
підтверджені випадки, що призвели до смерті

Пандемія «свинячого» грипу A/H1N1 2009 року (офіційна назва, що використовує ВООЗ для означення — «грип А(H1N1) — пандемічний»; також — «мексиканка», «мексиканський грип», «мексиканський свинячий грип», «свинячий грип», «північноамериканський грип») — пандемія грипу, що тривала з січня 2009 року до серпня 2010 року, і друга з двох пандемій, спричинених вірусом грипу H1N1 (перша — пандемія Іспанського грипу 1918—1920 років). Вперше описаний у квітні 2009 року, цей вірус виявився новим штамом грипу H1N1, що був результатом попереднього потрійного реасортименту вірусів пташиного, свинячого та людського грипу, до яких далі додався євразійський вірус свинячого грипу, звідки й виник термін «свинячий грип». За даними ВООЗ, лабораторія підтвердила, що кількість померлих становить понад 18 036. Згідно з деякими дослідженнями, від 11 до 21 відсотка тодішнього населення світу — або близько 700 мільйонів — 1,4 мільярда осіб (із загальної кількості 6,8 мільярда) — захворіли на цю хворобу. Це більше, ніж кількість людей, що заразилась під час пандемії іспанського грипу. Але під час пандемії 2009 року жертвами стали тільки 150—575 тис. осіб. Подальше дослідження, проведене у вересні 2010 року, показало, що ризик серйозних захворювань, спричинених грипом H1N1 2009 року, не вищий, ніж від щорічного сезонного грипу. Для порівняння, за оцінками ВООЗ, щорічно від сезонного грипу помирає від 250 до 500 тис. осіб.
Незвична і характерна особливість пандемії H1N1 це те, що, на відміну від більшості штамів грипу, Пандемічний вірус H1N1/09 не заражав непропорційно велику кількість людей старших 60 років. Навіть у деякого невеликого відсотка, що раніше не мали супутніх хронічних захворювань, розвинулась пневмонія або гострий респіраторний дистрес-синдром (ГРДС). Через три-шість днів після появи перших симптомів грипу з'являлося утруднене дихання. Така пневмонія, спричинена грипом, могла бути або прямою вірусною пневмонією, або вторинною бактеріальною пневмонією. У своїй статті за листопад 2009 року New England Journal of Medicine рекомендував хворим на грип, у яких рентгенографія грудної клітки показує пневмонію, застосовувати і противірусні препарати, і антибіотики. Зокрема, тривожним сигналом було, коли дитина (і, можливо, доросла людина) здавалось би, йшла на поправку, а потім траплявся рецидив високої температури, оскільки це могло свідчити про бактеріальну пневмонією.
У серпні 2010 року Всесвітня організація охорони здоров'я оголосила про завершення пандемії грипу A/H1N1.

## Історія
Аналіз генетичної дивергенції вірусу з різних зразків показав, що вірус перескочив до людей 2008 року, імовірно між червнем і кінцем листопада, приблизно у вересні. Дослідження також показало, що у свиней вірус був латентним впродовж кількох місяців перед спалахом, а це свідчить про необхідність посиленого нагляду за сільським господарством, щоб запобігти майбутнім спалахам. 2009 року американські посадовці в галузі сільського господарства припускали, що, всупереч поширеній думці про мексиканське походження, вірус, найімовірніше, з'явився в азійських свиней, а до Північної Америки його принесли люди. Однак у своєму звіті 2016 року дослідники Медичної школи Маунт-Сінай встановили, що вірус H1N1 2009 року, ймовірно, походить від свиней у дуже невеликому регіоні центральної Мексики.
Спалах вперше було зареєстровано у Федеральному окрузі Мехіко, де почалося спостереження за великим сплеском випадків грипоподібних захворювань, що почалися 18 березня. Мексиканська влада сплеск пояснювала «піздньосезонним грипом» до 21 квітня, допоки фахівці Центрів з контролю і профілактики захворювань США не звернули увагу на двоє незалежних один від одного випадків нових захворювань на свинячий грип, про які повідомили у ЗМІ. Перші два випадки було визначено (і підтверджено) як свинячий грип у двох дітей з США в окрузі Сан-Дієго і окрузі Імперіал які захворіли 28 і 30 березня. Цей новий штам було швидко підтверджено в Мексиці.
Спочатку звану «спалахом», масово поширену інфекцію H1N1 вперше виявили в штаті Веракрус (Мексика), і є докази того, що вірус циркулював місяцями перш, ніж його офіційно назвали «епідемією».
У березні та квітні 2009 року було зареєстровано понад 1 тис. підозрілих на свинячий грип випадків у Мексиці і південно-західних штатах США. Штам був незвичайно заразливим в Мексиці, який спричинив 81 підтверджених випадків смерті, в основному в Мехіко, але також були повідомлення про такі випадки у штатах Сан-Луїс-Потосі, Ідальго, Керетаро та Мехіко. Деякі випадки в Мексиці і США були підтверджені Всесвітньою організацією охорони здоров'я (ВООЗ) як раніше невідомі штами H1N1.
Жертвами захворювання в Мексиці стали в основному дорослі люди від 25 до 45 років, що було визнано як відмінну рису пандемічного грипу.
Уряд Мексики закрив більшість державних та приватних закладів Мехіко, намагаючись стримати поширення вірусу; однак він продовжував поширюватися світом, і клініки в деяких регіонах були переповнені зараженими людьми. Наприкінці квітня американські та канадські лабораторії уперше виділили новий вірус зі зразків, взятих у людей, хворих на грип, у Мексиці, Південній Каліфорнії та Техасі. Незабаром найперший відомий випадок серед людей прослідкували до 9 березня 2009 року, коли захворів 5-річний хлопчик у селищі Ла-Глорія (Веракрус, Мексика). Наприкінці квітня Всесвітня організація охорони здоров'я (ВООЗ) оголосила першу в історії «надзвичайну ситуацію в галузі охорони здоров'я, що викликає міжнародне занепокоєння», або PHEIC, а в червні ВООЗ та CDC США припинили підрахунок випадків і оголосили спалах пандемією.
27 квітня 2009 року Всесвітня Організація Охорони Здоров'я підвищила ступінь небезпеки до 4-го рівня, а вже 30 квітня на екстреному засіданні рівень підвищили до 5-го.
3 травня 2009 року міністр охорони здоров'я Мексики Хосе Анхель Кодрова заявив, що пік епідемії свинячого грипу пройдено. Однак, поширення свинячого грипу по планеті продовжилося. До 9 травня епідемія досягла Японії та Австралії.
11 червня ВООЗ оголосила про введення шостого, максимального рівня загрози пандемії у зв'язку зі стрімким поширенням грипу по світу.
25 вересня кількість хворих на грип A/H1N1 у світі перевищила 308 тисяч чоловік, а число смертей від нього наблизилось до 4,2 тисячі випадків.
У листопаді 2009 року пандемія пішла на спад, і станом на травень 2010 року кількість заражень різко зменшувалася. 10 серпня 2010 року Генеральний директор ВООЗ, Маргарет Чан, оголосила, що пандемія H1N1 завершилась, й додала, що «тепер ми перейшли у післяпандемічний період». Згідно зі статистикою ВООЗ (станом на липень 2010 року), вірус забрав життя понад 18 тис. осіб від моменту появи в квітні 2009 року; однак організація заявляла, що загальна смертність (зокрема, непідтверджені або незафіксовані випадки смерті) від штаму H1N1 «безперечно більша». Критики твердили, що ВООЗ перебільшувала небезпеку, поширюючи «страх і сум'яття», а не «оперативну інформацію». ВООЗ розпочала розслідування, щоб визначити. чи «вони не наганяли на людей зайвого страху». Дослідження щодо грипу, проведене у вересні 2010 року, виявило, що «у дорослих чи дітей ризик виникнення найтяжчих ускладнень не є підвищеним». У статті PLOS ONE, опублікованій 5 серпня 2011 року, дослідники підрахували, що рівень зараження H1N1 у світі на 2009 рік був на 11 - 21 %, нижчий, ніж очікувалося раніше. Однак до 2012 року дослідження показали, що жертвами хвороби можливо були 579 тис. осіб, позаяк до офіційної статистики увійшли лише випадки смерті, підтверджені лабораторними тестами. А це означає, що не враховано людей без доступу до закладів охорони здоров'я. Більшість цих смертей припали на Африку та Південно-Східну Азію. Експерти, включно з ВООЗ, погодилися з тим, що, за оцінками, від цієї хвороби померло 284 500 людей, що значно перевищує оголошену на початку кількість жертв.
Попри неофіційну назву «свинячий грип», вірус грипу H1N1 не передається через вживання продуктів зі свинини. Подібно до інших вірусів грипу, він, як правило, передається від людини до людини повітряно-крапельним шляхом. Симптоми зазвичай тривають 4-6 днів. Противірусні препарати (озельтамівір або занамівір) рекомендували тим, хто має тяжчі симптоми або належить до групи ризику.

## Класифікація
Американські ЗМІ назвали перший спалах «грипом H1N1», або «свинячим грипом». ВООЗ назвала його пандемічним вірусом H1N1/09, тоді як центри США з контролю та профілактики захворювань дали йому назву «новий грип A (H1N1)» або «грип H1N1 2009». У Нідерландах його спочатку називали «свинячим грипом», але нині національний інститут охорони здоров'я іменує його «Новим грипом A (H1N1)», хоча засоби масової інформації та населення загалом вживають назву «мексиканський грип». Південна Корея та Ізраїль короткий час розглядали запровадження у вжиток назви «вірус Мексики». Пізніше південнокорейська преса вживала «СІ», тобто скорочення від «свинячий грип». Тайвань запропонував назви «грип H1N1» або «новий грип», що їх запровадили більшість місцевих ЗМІ. Всесвітня організація охорони здоров'я тварин запропонувала назву «Північноамериканський грип». Європейська комісія ухвалила термін «новий вірус грипу».

## Ознаки та симптоми
Симптоми грипу H1N1 аналогічні до симптомів під час інших видів грипу: гарячка, кашель (зазвичай «сухий кашель»), головний біль, болі у м'язах або у суглобах, біль у горлі, озноб, перевтома і нежить. Зрідка повідомляли про діарею, блювоту та неврологічні проблеми. До категорії осіб з високим ризиком серйозних ускладнень належать: люди старші 65 років, діти молодші 5 років, діти з проблемами розвитку нервової системи, вагітні жінки (особливо в третьому триместрі), а також людей будь-якого віку з такими хворобами: астма, діабет, ожиріння, серцеві захворювання або ослаблена імунна система (наприклад, прийом імунодепресантів або носії ВІЛ). За даними Центрів з контролю та профілактики захворювань в США (CDC) понад 70 % ушпиталених у США були саме люди з цими хворобами.
У вересні 2009 року CDC повідомили, що грип H1N1 «схоже, уразив хронічно хворих дітей сильніше, ніж звичайний сезонний грип». Протягом 8 серпня 2009 року CDC отримали 36 повідомлень про дитячу смерть із супутніми симптомами грипу та підтвердженим лабораторно пандемічним H1N1 від державних та місцевих органів охорони здоров'я в США, причому 22 з цих дітей мали проблеми розвитку нервової системи, як-от церебральний параліч, м'язова дистрофія або затримки розвитку. «Діти з неврологічними та м'язовими проблемами можуть мати особливий ризик ускладнень, оскільки вони нездатні сильно кашляти, щоб очистити дихальні шляхи». З 26 квітня 2009 року до 13 лютого 2010 року CDC отримали повідомлення про смерть 277 дітей з лабораторно підтвердженим грипом A (H1N1) 2009 року в США.

### Тяжкі випадки
Всесвітня організація охорони здоров'я повідомляла, що клінічна картина у тяжких випадках надзвичайно відрізняється від картини захворювання під час епідемій сезонного грипу. Хоча, як відомо, люди з певними хворобами мають підвищений ризик, у багатьох здорових людей також траплялися тяжкі випадки. У тяжких випадках погіршення настає приблизно на третій-п'ятий день після появи симптомів. Погіршення настає швидко, і у багатьох пацієнтів дихальна недостатність розвивається впродовж 24 годин, що вимагає негайного прийняття до відділення інтенсивної терапії. Після прийняття більшість пацієнтів потребують негайної дихальної підтримки з механічною вентиляцією.

### Ускладнення
Більшість ускладнень траплялись серед нездорових людей, а найбільшими факторами ризику були ожиріння та респіраторні захворювання. Поширеними були легеневі ускладнення. Первинна грипозна пневмонія найчастіше траплялася у дорослих і могла швидко розвинутись до гострого ураження легенів, що потребувало механічної вентиляції. Вторинна бактеріальна пневмонія частіше траплялася у дітей. Золотистий стафілокок, включаючи стійкі до метициліну штами, був важливою причиною вторинної бактеріальної пневмонії з високим рівнем смертності; Streptococcus pneumoniae був другою за важливістю причиною вторинної бактеріальної пневмонії у дітей та першою у дорослих. Нервово-м'язові та серцеві ускладнення могли виникати, хоч і не були типовими.
У Великій Британії під час дослідження факторів ризику госпіталізації та поганого прогнозу серед людей з пандемічним грипом A/H1N1 було оглянуто 631 пацієнта з 55 лікарень, яких прийняли з підтвердженою інфекцією з травня по вересень 2009 року. З них 13 % лягли до палат інтенсивної терапії й 5 % померли; 36 % були віком <16 років, а 5 % — віком ≥65 років. Небілі та вагітні пацієнти були надмірно представлені. 45 % пацієнтів мали принаймні одну основну хворобу, головним чином астму, а 13 % отримували противірусні препарати до ушпиталення. 349 мали рентгенограму грудної клітки, із яких у 29 % були ознаки пневмонії, але бактеріальна коінфекція була рідкістю. Багатофакторні аналізи показали, що зареєстроване лікарем ожиріння при надходженні та легеневих станах, крім астми чи хронічного обструктивного захворювання легень (ХОЗЛ), були пов'язані з тяжким прогнозом, як і рентгенологічно підтверджена пневмонія та підвищений рівень С-реактивного білка (СРБ) (≥ 100 mg/l). 59 % всіх стаціонарних смертей сталися у раніше здорових людей.
Фульмінантний (раптовий) міокардит був пов'язаний із зараженням H1N1, принаймні чотири випадки міокардиту підтверджено у пацієнтів, також заражених A/H1N1. Три з чотирьох випадків міокардиту, асоційованого з H1N1, класифікували як фульмінантні, і один з пацієнтів помер. Крім того, можливо існував зв'язок між тяжкою інфекцією грипу A/H1N1 та легеневою емболією. В одному звіті у п'яти з 14 пацієнтів, що потрапили до реанімації з тяжкою інфекцією A/H1N1, було виявлено легеневі емболії.
У статті, опублікованій в журналі JAMA у вересні 2010 року, поставлено під сумнів попередні звіти й вказано, що діти, заражені пандемією грипу 2009 року, не більше ризикували потрапити до лікарні з ускладненнями або захворіти на пневмонію, ніж ті, які заразились сезонним штамом. Дослідники встановили, що близько 1,5 % дітей із вірусом свинячого грипу H1N1 були госпіталізовані протягом 30 днів порівняно з 3,7 % хворих на сезонний штам H1N1 та 3,1 % — вірусом H3N2.

## Діагностика
Підтвердження діагнозу пандемічного грипу на H1N1 вимагає тестування посіву носоглоткової, носової або ротоглоткової тканини. Рекомендується RT-ПЛР у реальному часі, оскільки інші тести не в змозі відмежувати пандемічний H1N1 від звичайного сезонного грипу. Однак більшість людей із симптомами грипу не потребують спеціального тесту на пандемічний грип H1N1, оскільки результати тесту зазвичай не впливають на рекомендований курс лікування. У США CDC рекомендують проводити тестування лише людям, які госпіталізуються з підозрою на грип, вагітним жінкам та людям з ослабленою імунною системою. Для простої діагностики грипу, а не пандемічного грипу H1N1, доступнішими тестами є: швидкі діагностичні тести на грип (RIDT), які дають результати приблизно за 30 хвилин, і прямі та непрямі імунофлюоресцентні аналізи (DFA та IFA), які забирають 2–4 години. Через високу частоту хибно негативних RIDT, CDC радить, щоб пацієнтів із захворюваннями, сумісними з новою вірусною інфекцією грипу A (H1N1), але з негативними результатами RIDT, лікували емпірично, виходячи з рівня клінічної підозри, основних хвороб, тяжкості захворювання та ризику ускладнень, і якщо потрібно певніше визначення зараження вірусом грипу, слід провести тестування на rRT-PCR або виділення вірусу. Ронда Медоуз з Управління громадської охорони здоров'я штату Джорджія зазначає, що експрес-тести є хибними десь у 30 % — 90 % випадків, і попереджає лікарів у її штаті не використовувати їх, оскільки вони так часто помиляються. Дослідник Пол Шрекенбергер із Системи охорони здоров'я університету Лойоли також поставив під сумнів застосування RIDT. Він припустив, що експрес-тести можуть насправді становити небезпеку для громадського здоров'я. Ніккі Сіндо з ВООЗ висловив жаль щодо повідомлень про затримку лікування в очікуванні результатів тесту на H1N1, та запропонував, щоб «лікарі [D] не чекали на лабораторне підтвердження, а ставили діагноз на основі клінічної та епідеміологічної обстановки та починали лікувати одразу ж».
22 червня 2010 року CDC оголосив про новий тест під назвою «CDC Influenza 2009 A (H1N1)pdm Real-Time RT-PCR Panel (IVD)». У ньому застосовано метод молекулярної біології для виявлення вірусів грипу A, а саме вірусу H1N1 2009 року. Новий тест замінить попередній діагностичний тест RT-PCR в реальному часі, використаний під час пандемії H1N1 2009 року, який отримав дозвіл на екстрене використання від Американської адміністрації харчових продуктів та ліків у квітні 2009 року. Результати тестів доступні за чотири години і на 96 % точні.

## Причина
Вірус виявився новим штамом грипу, проти якого наявні вакцини від сезонного грипу погано захищали. У дослідженні Центрів контролю та профілактики захворювань США, опублікованому в травні 2009 року, було встановлено, що у дітей немає попереднього імунітету до нового штаму, але у дорослих, особливо старших 60 років, є деякий ступінь імунітету. У дітей не виявлено перехресної реактивності антитіл на новий штам, дорослі віком від 18 до 60 років мали 6–9 %, а старші — 33 %. Беручи до уваги ці дані, припускали, що частковий імунітет у дорослих може бути пов'язаний з попереднім впливом подібних сезонних вірусів грипу. Втім, проведене в листопаді 2009 року дослідження сільського невакцинованого населення в Китаї виявило лише 0,3 % перехресної реакції антитіл на штам H1N1. Це дозволяє припустити, що імунітет у старшого населення США виробився завдяки попереднім щепленням проти сезонного грипу, а не перенесеному сезонному грипу.
Аналізи генетичних послідовностей перших ізолятів, оперативно переданих у базу даних GISAID згідно з Nature та WHO, незабаром показали, що штам містить гени п'яти різних вірусів грипу: грипу свиней Північної Америки, пташиного грипу Північної Америки, людського грипу та два віруси грипу свиней, що зазвичай трапляються в Азії та Європі. Подальший аналіз показав, що кілька білків вірусу найбільш схожі на білки у штамах, що викликають легкі симптоми у людини. Тому 1 травня 2009 року провідна вірусологиня Венді Барклай припустила, що судячи з усього вірус навряд чи спричинить тяжкі симптоми в більшості людей.
Вірус виявився менш смертельним, ніж попередні пандемічні штами, і вбив близько 0,01–0,03 % інфікованих; Іспанський грип 1918 року був приблизно в сто разів смертоноснішим і мав показник летальності 2–3 %. До 14 листопада 2009 року вірус заразив кожного шостого американця, ушпиталено — 200 тис., померло — 10 тис., стільки ж ушпиталень та менше смертей, ніж у середньому під час сезону звичайного грипу, але зі значно більшим ризиком для осіб, що не досягли 50 років. Померло 1100 дітей та 7500 дорослих віком 18 — 64, що «набагато більше, ніж під час сезону звичайного грипу».
У червні 2010 року вчені з Гонконгу повідомили про відкриття нового вірусу свинячого грипу: гібриду пандемічного вірусу H1N1 та вірусів, раніше виявлених у свиней. Це був перший звіт про реасортимент пандемічного вірусу, який у людей повільно розвивався. Ненсі Кокс, керівниця відділу грипу в Центрах контролю та профілактики захворювань США, сказала: «Цей конкретний документ надзвичайно цікавий тим, що він вперше демонструє те, що нас хвилювало на самому початку пандемії, і що полягає в тому, що саме цей вірус, потрапляючи в свиней, може реасортувати зі свинячими вірусами, і у нас з'являться нові сузір'я генів. І бінго, ось і маємо». Свиней називають посудом для змішування грипу, оскільки їх можуть заражати і віруси пташиного грипу, які рідко безпосередньо заражають людей, і людські віруси. Коли свині одночасно заражаються більш ніж одним вірусом, віруси можуть обмінюватися генами, створюючи нові варіанти, які можуть передаватися людям та іноді поширюватися серед них. «На відміну від ситуації з птахами та людьми, ситуація зі свинями та людьми нагадує двосторонню вулицю обміну вірусами. Зі свинями це значною мірою двостороння вулиця».

### Передача
Вважають, що поширення вірусу H1N1 відбувається так само, як поширюється сезонний грип. Віруси грипу передаються переважно від людини до людини через кашель або чхання грипозних людей. Іноді люди можуть заразитися, торкнувшись чогось — наприклад, поверхні або предмета — з віріонами грипу на ньому, а потім торкнувшись свого обличчя.
Базове репродукційне число (середню кількість осіб, яких заразить кожен інфікований, у популяції, що не має імунітету до цієї хвороби) для нового H1N1 2009 року оцінюють у 1,75. Дослідження, проведене в грудні 2009 року, виявило, що заразність вірусу грипу H1N1 в сім'ях нижча, ніж під час минулих пандемій. Більшість передач відбуваються невдовзі до або після появи симптомів.
Вірус H1N1 передавався тваринам, включаючи свиней, індиків, тхорів, домашніх котів, принаймні одній собаці та гепардові.

## Профілактика
Оскільки вакцини проти H1N1 спочатку не вистачало і в США, CDC рекомендував забезпечити початковими дозами пріоритетні групи, як-от вагітні жінки, люди, що живуть з дітьми до шести місяців або доглядають за ними, діти від шести місяців до чотирьох років, а також медичні працівники. У Великій Британії NHS рекомендував передусім виділяти вакцину людям старшим шести місяців, які клінічно ризикують сезонним грипом, вагітним жінкам та сім'ям людей з ослабленим імунітетом.
Хоча спочатку вважали, що для захисту будуть потрібні дві ін'єкції, клінічні випробування показали, що нова вакцина захищає дорослих людей «навіть з однією дозою замість двох»; Таким чином, обмежених поставок вакцини вистачить на вдвічі більше, ніж передбачали. Служби охорони здоров'я в усьому світі також були стурбовані тим, що вірус був новим і міг легко мутувати та ставати більш вірулентним, хоча більшість симптомів грипу були легкими і зникали через кілька днів без лікування. Чиновники також закликали громади, підприємства та приватних осіб розробити плани надзвичайних ситуацій на випадок можливого закриття шкіл, відсутність багатьох працівників через хвороби, переповненість лікарень пацієнтами та інших наслідків потенційно повсюдних спалахів. Організації, що займаються ліквідацією наслідків стихійного лиха, як-от Direct Relief, надавали захисні засоби працівникам лікарень, щоб вони залишатися здоровими протягом сезону грипу.
У лютому 2010 року Консультативний комітет CDC з питань імунізації проголосував за «універсальну» вакцинацію проти грипу в США, включаючи всіх людей старших шести місяців. Вакцина 2010—2011 років мала захистити від пандемічного вірусу H1N1 2009 та двох інших вірусів грипу.

### Відповідь охорони громадського здоров'я
27 квітня 2009 року уповноважений з питань охорони здоров'я Європейського Союзу порадив європейцям відкласти неістотні поїздки до США чи Мексики. Його слова були реакцією на перший підтверджений випадок захворювання в Іспанії. 6 травня 2009 року Агентство громадського здоров'я Канади оголосило, що їхня Національна лабораторія мікробіології (НМЛ) вперше склала карту генетичного коду вірусу свинячого грипу. У Великій Британії Національна служба охорони здоров'я запустила вебсайт, National Pandemic Flu Service, що дозволяє пацієнтам самооцінюватись та отримувати номер дозволу на противірусні препарати. Очікують, що система зменшить навантаження на сімейних лікарів.
Американські чиновники зауважили, що шість років стурбованості пташиним грипом H5N1 суттєво допомогли підготуватись до нинішньої спалаху H1N1, зазначивши, що після появи H5N1 в Азії, в кінцевому підсумку загинуло близько 60 % з-поміж кількох сотень людей, заражених протягом років, багато країн вжили заходів, щоб намагайтеся запобігти подальшому розвитку будь-якої подібної кризи. CDC та інші урядові установи США використали літнє затишшя, щоб підбити підсумки реакції Сполучених Штатів на грип H1N1 та спробувати виправити будь-які прогалини в мережі громадського здоров'я перед тим, як на початку осені розпочнеться новий сезон грипу. Підготовка включала планування другої програми вакцинації проти грипу на додаток до програми проти сезонного грипу, а також поліпшення координації між федеральними, штатними та місцевими органами влади та приватними медичними працівниками. 24 жовтня 2009 року Президент США Барак Обама оголосив свинячий грип національною надзвичайною ситуацією, надавши міністрці охорони здоров'я і соціальних служб Кетлін Сібеліус повноваження звільняти лікарні, яким це потрібно, від звичайних федеральних вимог.

### Вакцини

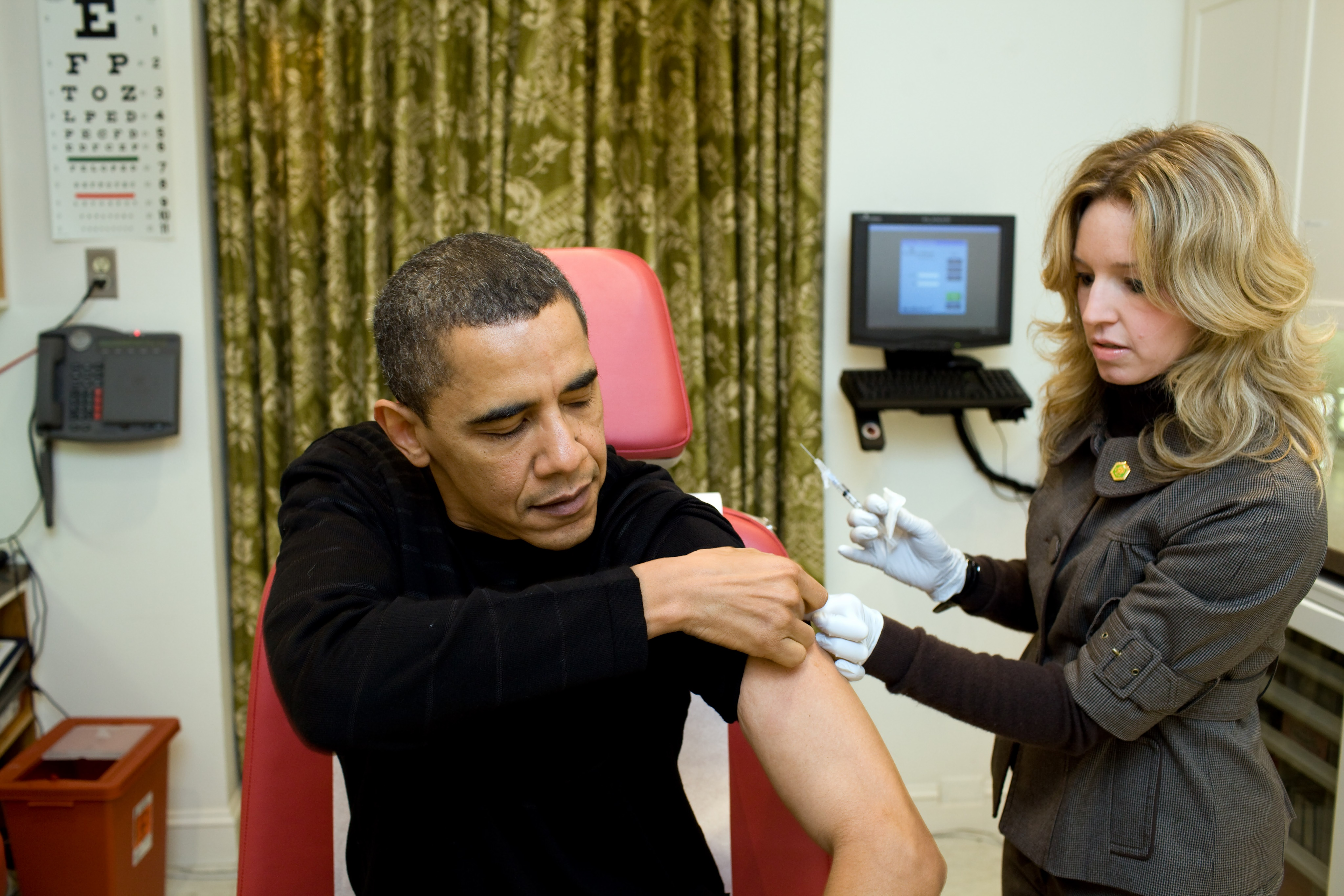
20 грудня 2009 року Барака Обаму, тодішнього президента США, щеплено від грипу H1N1

До 19 листопада 2009 дози вакцини вводили у понад 16 країнах. У огляді Національного інституту здоров'я США (NIH) 2009 року зроблено висновок, що вакцина проти H1N1 2009 року має профіль безпеки, подібний до сезонної вакцини.
У дослідженні американської Мережі ефективності вакцини проти грипу 2011 року оцінили загальну ефективність усіх вакцин проти пандемічного H1N1 в 56 %. У дослідженні CDC, опублікованому 28 січня 2013 року, було підраховано, що вакцина проти пандемії H1N1 врятувала приблизно 300 життів і запобігла близько 1 мільйону хвороб у США. У дослідженні зроблено висновок, що якби програму вакцинації розпочали на 2 тижні раніше, майже на 60 % більше випадків можна було б запобігти. Дослідження ґрунтувалося на ефективності запобігання захворюваності, ушпиталенням та смерті 62 % для всіх підгруп, крім людей старших 65 років, для яких ефективність оцінювали в 43 %. Оцінка ефективності ґрунтувалася на європейських та азійських дослідженнях та експертній думці. Затримка введення вакцини продемонструвала нестачу світових потужностей для виробництва вакцин, а також проблеми з міжнародним розповсюдженням. Деякі виробники та заможні країни висловлювали занепокоєння щодо відповідальності та норм, а також щодо логістики транспортування, зберігання та адміністрування вакцин, що передаються біднішим країнам.

### Звинувачення у конфлікті інтересів
Низка дослідників вважає, що інформація про пандемію свинячого грипу була фальшивкою, покликаною збурити ажіотаж навколо лікарських препаратів.
У січні 2010 року Вольфганг Водарг, німецький депутат, який навчався на лікаря і тепер очолює комітет з охорони здоров'я при Раді Європи, заявив, що великі фірми організували «кампанію паніки» для тиску на Всесвітню організацію охорони здоров'я (ВООЗ), щоб оголосити «фальшиву пандемію» для продажу вакцин. Водарг заявив, що кампанія"ВООЗ «фальшивої пандемії» грипу є «одним із найбільших скандалів століття в галузі медицини». Він сказав, що кампанія «помилкової пандемії» почалася в травні 2009 року в Мехіко, коли сотню «нормальних» випадків грипу оголосили початком загрозливої нової пандемії, хоча, за його словами, для цього бракувало наукових доказів. Втім, він твердив, що ВООЗ, «у співпраці з деякими великими фармацевтичними компаніями та їхніми науковцями, переосмислила пандемію», усунувши твердження про те, що «величезна кількість людей захворіла на хворобу або померла» із наявного визначення та замінивши її простою заявою, що має бути вірус, який поширюється за межі кордонів, і до якого люди не мають імунітету.
У відповідь ВООЗ заявила, що вони беруть на себе обов'язок належним чином надавати незалежну консультацію та захищають від стороннього втручання. Оголошуючи огляд дій ВООЗ, прес-секретар Фадела Чайб заявила: «Критика є частиною циклу спалаху. Ми очікуємо й справді вітаємо критику та можливість обговорити її». У березні 2010 року Рада Європи розпочала розслідування щодо «впливу фармацевтичних компаній на глобальну кампанію свинячого грипу», і готувала попередній звіт.
12 квітня 2010 року Кейджі Фукуда, провідний експерт ВООЗ з грипу, заявив, що система, що веде до оголошення пандемії, призвела до плутанини щодо H1N1, що циркулює по всьому світі, і висловив стурбованість недорозумінням про невизначеність щодо нового вірусу, який виявився не таким смертельним, як боялись. Генеральний директор ВООЗ Маргарет Чан призначила 29 експертів з грипу поза організацією, щоб здійснити огляд ВООЗ щодо пандемії грипу H1N1. Вона сказала їм: «Ми хочемо відвертого, критичного, прозорого, достовірного та незалежного огляду наших результатів».
У червні 2010 року Фіона Годлі, головна редакторка BMJ, опублікувала редакторську статтю, в якій розкритикувала ВООЗ, сказавши, що розслідування виявило, що деякі експерти, котрі консультують ВООЗ щодо пандемії, мали фінансові зв'язки з фармацевтичними компаніями, які виробляють антивірусні засоби і вакцини. Маргарет Чан, генеральний директор ВООЗ, відповіла: «Без сумніву, особливість та редакція BMJ викликають у багатьох читачів враження, що на рішення ВООЗ про оголошення пандемії принаймні частково впливає бажання збільшити прибуток фармацевтичної промисловості. Суть, однак, полягає в тому, що рішення про підвищення рівня пандемічної готовності ґрунтувалися на чітко визначених вірусологічних та епідеміологічних критеріях. Обійти ці критерії важко, незалежно від мотиву».
5 червня 2010 року Парламентська асамблея Ради Європи розповсюдила заяву, що епідемії свинячого грипу в 2009 році не було. Заява Всесвітньої організації охорони здоров'я, «підхоплена владою ряду держав», спровокувала паніку. Це призвело до «розбазарювання коштів з державних бюджетів». Через цю паніку найбільші фармацевтичні компанії реалізували різним державам, зокрема Україні, великі запаси дорогих лікарських препаратів, зокрема інгібітора нейрамінідази Таміфлю, у яких закінчувався термін придатності.
Однак ВООЗ дала ґрунтовну відповідь на цю критику. Було, зокрема, сказано, що «характеризувати пандемію як „вигадану“ — це ігнорувати останні події та наукові дані та тривіально ставитися до смерті більш ніж 14 000 осіб, а також до численних серйозних хвороб, перенесених іншими людьми» і «Надання незалежних рекомендацій державам-членам є однією з найважливіших функцій ВООЗ, до якої вона ставиться серйозно. ВООЗ вживає усіх заходів до того, щоб не допускати впливу яких-небудь неправомірних інтересів. Політика і заходи у відповідь на пандемію грипу, рекомендовані та вжиті ВООЗ, не зазнали впливу некоректних дій з боку фармацевтичної промисловості».
Після 2009 року в багатьох країнах відбувалися численні випадки свинячого грипу з досить високою летальністю, Аналіз цих випадків показав, що гинули від цього грипу люди, які входили до категорій ризику та не приймали інгібітори нейрамінідази протягом перших 48 годин хвороби. Це було розцінено як рівень доказовості I.

### Інфекційний контроль

#### Заходи безпеки

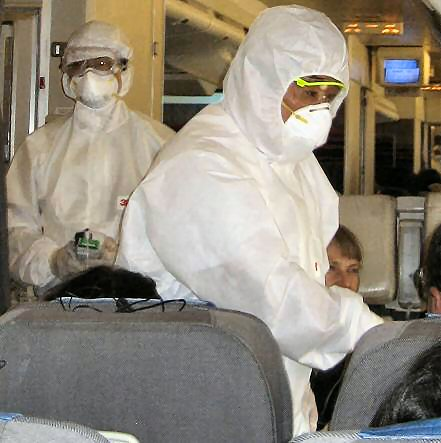
Інспекція грипу на рейсі, що прибуває до Китаю

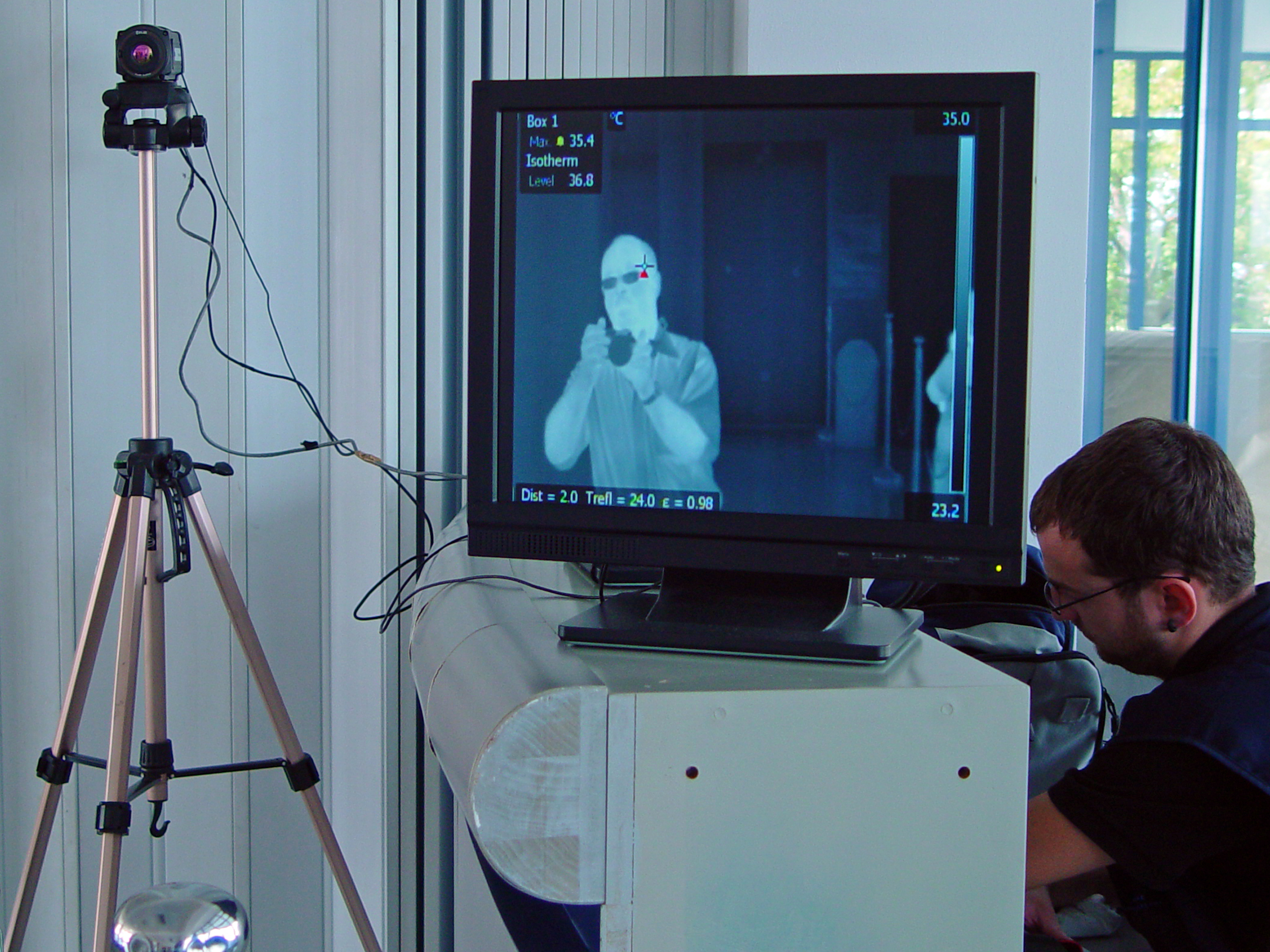
Камера та екран з тепловізором, відзняті в терміналі аеропорту в Греції. Теплове зображення дозволяє виявити підвищену температуру тіла, одну із ознак свинячого грипу.

7 травня 2009 року ВООЗ заявила, що стримування не є можливим і що країни повинні зосередитись на пом'якшенні наслідків вірусу. Вона не рекомендувала закривати кордони або обмежувати проїзд. 26 квітня 2009 року уряд Китаю оголосив, що ті, хто повернеться з уражених грипом районів і протягом двох тижнів матиме симптоми грипу, підлягатимуть карантину.
Американські авіалінії не ввели суттєвих змін на початку червня 2009 року, а продовжували звичайну практику, яка включає пошук пасажирів із симптомами грипу, кору чи інших інфекцій та покладання на повітряні фільтри під час польоту, щоб забезпечити санітарну обробку літаків. Авіакомпанії зазвичай не надавали маски, і CDC не рекомендувало екіпажам авіакомпаній вдягати їх. Деякі авіакомпанії, які не є американськими, переважно азійськими, зокрема Singapore Airlines, China Eastern Airlines, China Southern Airlines, Cathay Pacific та Aeroméxico, вжили таких заходів, як активізація очищення кабіни, встановлення сучасних повітряних фільтрів і дозвіл льотному персоналові вдягати маски для обличчя.
Згідно з дослідженнями, проведеними в Австралії та Японії, обстеження людей на симптоми грипу в аеропортах під час спалаху H1N1 2009 року не було ефективним методом боротьби з інфекцією.

#### Школи
Урядовці США були особливо стурбовані школами, оскільки, схоже, вірус грипу H1N1 непропорційно впливає на молодих та шкільного віку, віком від шести місяців до 24 років. Спалах H1N1 призвів до численних застережних закриттів у деяких районах. Замість того, щоб закривати школи, CDC рекомендував учням та шкільним працівникам зі симптомами грипу або залишатися вдома загалом сім днів, або до 24 годин після того, як симптоми вщухнуть, залежно від того, що триватиме довше. CDC також рекомендував коледжам розглянути можливість припинити заняття до осені 2009 року, якщо вірус почне викликати тяжкі захворювання у значно більшої частки студентів, ніж попередньої весни. Вони також закликали школи призупинити правила, як-от покарання за несвоєчасні роботи або пропущені заняття або вимоги до конспекту лікаря, щоб застосувати «самоізоляцію» та не допустити, щоб студенти виходили на вулицю, коли хворіли;. школам рекомендували відводити кімнату для людей, що розвиваються як грипозні симптоми, поки вони чекали повернення додому та хворих учнів чи співробітників, а ті, хто доглядає за ними, використовують маски для обличчя.
У Каліфорнії шкільні округи та університети були настороженими та працювали з представниками охорони здоров'я, щоб розпочати освітні кампанії. Багато хто планував скласти медичні запаси та обговорити найгірші сценарії, включаючи плани забезпечити уроки та харчування для дітей з низьким рівнем доходу у випадку закриття початкових та середніх шкіл. У кампусі Університету Каліфорнії складали запаси, від паперових масок та засобів для дезінфікування рук до їжі та води. Щоб допомогти підготуватися до надзвичайних ситуацій, професор педіатрії університету Медицини Мерілендського університету Джеймс К. Кінг-молодший запропонував кожному округу створити «групу дій з грипу», яку керуватимуть місцеві відділи охорони здоров'я, батьки та адміністратори шкіл. До 28 жовтня 2009 року близько 600 шкіл у США було тимчасово закрито, що торкнулося понад 126 000 учнів у 19 штатах.

## Лікування
Рекомендовано низку методів для полегшення симптомів, включаючи достатній прийом рідини та спокій. Знеболювальні препарати, що відпускають без рецепта, як-от парацетамол та ібупрофен, не вбивають вірус; однак вони можуть бути корисними для зменшення симптомів. Аспірин та інші саліцилатні продукти не слід вживати людям до 16 років із будь-якими симптомами грипу через ризик розвитку синдрому Рея.
Якщо гарячка незначна й інших ускладнень немає, ліки від гарячки вживати не рекомендовано. Більшість людей одужують без медичної допомоги, хоча ті, у кого вже були або є основні хвороби, більш схильні до ускладнень і можуть отримати користь від подальшого лікування.
Людей групи ризику слід якомога швидше лікувати антивірусними препаратами (озельтамівір або занамівір), коли вони вперше відчувають симптоми грипу. До груп ризику належать вагітні та жінки після пологів, діти до двох років та люди з основними хворобами, такими як дихальні проблеми. Ті, хто не належить до групи ризику, які мають стійкі або швидко погіршувані симптоми, також повинні лікуватися противірусними препаратами. Людям, у яких розвинулася пневмонія, слід вживати і противірусні препарати, і антибіотики, оскільки у багатьох тяжких випадках захворювання, спричиненого H1N1, розвивається бактеріальна інфекція. Противірусні препарати найбільш корисні, якщо їх дають протягом 48 годин від початку симптомів і можуть покращити результати у госпіталізованих пацієнтів. У тих, хто не перевищує 48 годин, середньо тяжко або тяжко хворі, противірусні препарати все ще можуть бути корисними. Якщо озельтамівір (Таміфлю) недоступний або не може бути використаний, рекомендується занамівір (Relenza) як замінник. Перемівір — експериментальний противірусний препарат, дозволений для госпіталізованих пацієнтів у випадках, коли інші доступні методи лікування неефективні або недоступні.
Щоб запобігти нестачі цих препаратів, УРС США рекомендував лікування озельтамівіром насамперед людям, госпіталізованим на пандемічний грип; людям, що загрожують серйозними ускладненнями грипу через основні медичні умови; та пацієнти, які загрожують серйозними ускладненнями грипу. CDC попередив, що нерозбірливе використання противірусних препаратів для профілактики та лікування грипу може полегшити шлях появи резистентних до ліків штамів, що значно ускладнить боротьбу з пандемією. Крім того, у британській доповіді було встановлено, що люди часто не в змозі пройти повний курс ліків або приймати ліки, коли це не потрібно.

## Порівняння інших пандемій та епідемій
Щорічні епідемії грипу, за оцінками, вражають 5–15 % населення планети. Хоча більшість випадків є легкими, ці епідемії все ж спричиняють тяжкі захворювання у 3–5 мільйонів людей та 290 000—650 000 смертей у всьому світі. За даними, зібраними між 1979 та 2001 роками, щороку у Сполучених Штатах від захворювань, пов'язаних з грипом в середньому помирає 41,4 тис. осіб. У промислово розвинених країнах тяжкі захворювання та смерть трапляються переважно в групі підвищеного ризику: немовлят, літніх людей та хронічно хворих хоча спалах грипу H1N1 (як іспанський грип 1918 року) вирізняється своєю тенденцією вражати молодших, здоровіших людей.
Окрім цих щорічних епідемій, віруси грипу A спричинили три глобальні пандемії протягом 20 століття: іспанський грип 1918 року, азійський грип 1957 року та Гонконгський грип 1968–69 років. Ці вірусні штами зазнали значних генетичних змін, до яких населення не мало значного імунітету. Нещодавній генетичний аналіз показав, що три чверті або шість із восьми генетичних сегментів пандемічного грипу 2009 року виникли зі штамів свинячого грипу Північної Америки, що циркулювали з 1998 року, коли вперше визначили новий штам на фермерській фермі на півночі Кароліни, і який був першим у світі зареєстрованим потрійно-гібридним вірусом грипу.
Іспанський грип розпочався з хвилі легких випадків навесні, за якими були смертоносніші хвилі восени, що зрештою вбили сотні тисяч осіб у Сполучених Штатах та 50–100 мільйонів у всьому світі. Переважна більшість смертей від пандемії грипу 1918 року були наслідком вторинної бактеріальної пневмонії. Вірус грипу пошкоджував оболонку бронхів та легені жертв, дозволяючи звичайним бактеріям з носа та горла заразити їхні легені. Подальші пандемії несли меншу кількість смертельних випадків завдяки розробці антибіотиків, які могли лікувати пневмонію. Шаблон:Notable flu pandemics
Вірус грипу за минуле століття спричинив кілька загроз пандемії, включаючи псевдо-пандемію 1947 року (її вважають легкою, оскільки, попри глобальне поширення, вона спричинила порівняно небагато смертей), спалах свинячого грипу 1976 року та російський грип 1977 року, всі викликані підтипом H1N1. З часу епідемії ТГРС в Південно-Східній Азії (спричиненої коронавірусом SARS-CoV) світ був на підвищеному рівні. Рівень підготовленості ще більше підвищився та підтримувався із появою спалахів пташиного грипу H5N1 через високий рівень летальності від нього, хоча поширені нині штами мають обмежену антропонотичну здатність людини до людини або епідемічність.
Люди, що захворіли на грип до 1957 року, схоже, мали деякий імунітет від грипу H1N1. За словами Даніеля Джернігана, керівника епідеміології грипу в CDC США «Тести на сироватку крові у літніх людей показали, що у них були антитіла, які атакували новий вірус. Це не означає, що всі старші від 52 років мають імунітет, оскільки американці та мексиканці, старші за цей вік, вмирали від нового грипу».
У червні 2012 року на основі модельного дослідження було встановлено, що кількість смертей, пов'язаних із грипом H1N1, може бути в п'ятнадцять разів більшою, ніж зареєстрованих підтверджених лабораторних випадків смерті, причому 80 % смертей від захворювань респіраторної та серцево-судинної системи у людей молодших 65 років та 51 % трапилися на південному сході Азії та Африки. У цих регіонах могла статися непропорційна кількість смертей від пандемії, і зусилля, спрямовані на запобігання майбутніх пандемій грипу, потрібно ефективно націлювати на ці регіони.
В результаті дослідження ВООЗ, проведеного 2013 року, було встановлено, що рівень смертності від респіраторної патології в 2009 році був приблизно в 10 разів більший, ніж кількість смертей, підтверджена Всесвітньою організацією охорони здоров'я (18.631). Попри те, що оцінка смертності від пандемії була схожою за масштабами сезонного грипу, помітний зсув до смертності серед осіб віком до 65 років, тож було втрачено ще багато людино-життів. Всього за останні 9 місяців 2009 року в усьому світі оцінювали від 123 000 до 203 000 смертей від респіраторних захворювань. Більшість (62–85 %) припадає на осіб віком до 65 років. Тягар різнився між країнами. У деяких країнах Америки рівень смертності був майже в 20 разів вищим, ніж у Європі. Модель приписувала 148 000—249 000 респіраторних смертей від грипу за звичайний сезон у роки перед пандемією, лише 19 % — у осіб віком до 65 років.